# St. Marien (Dudweiler)

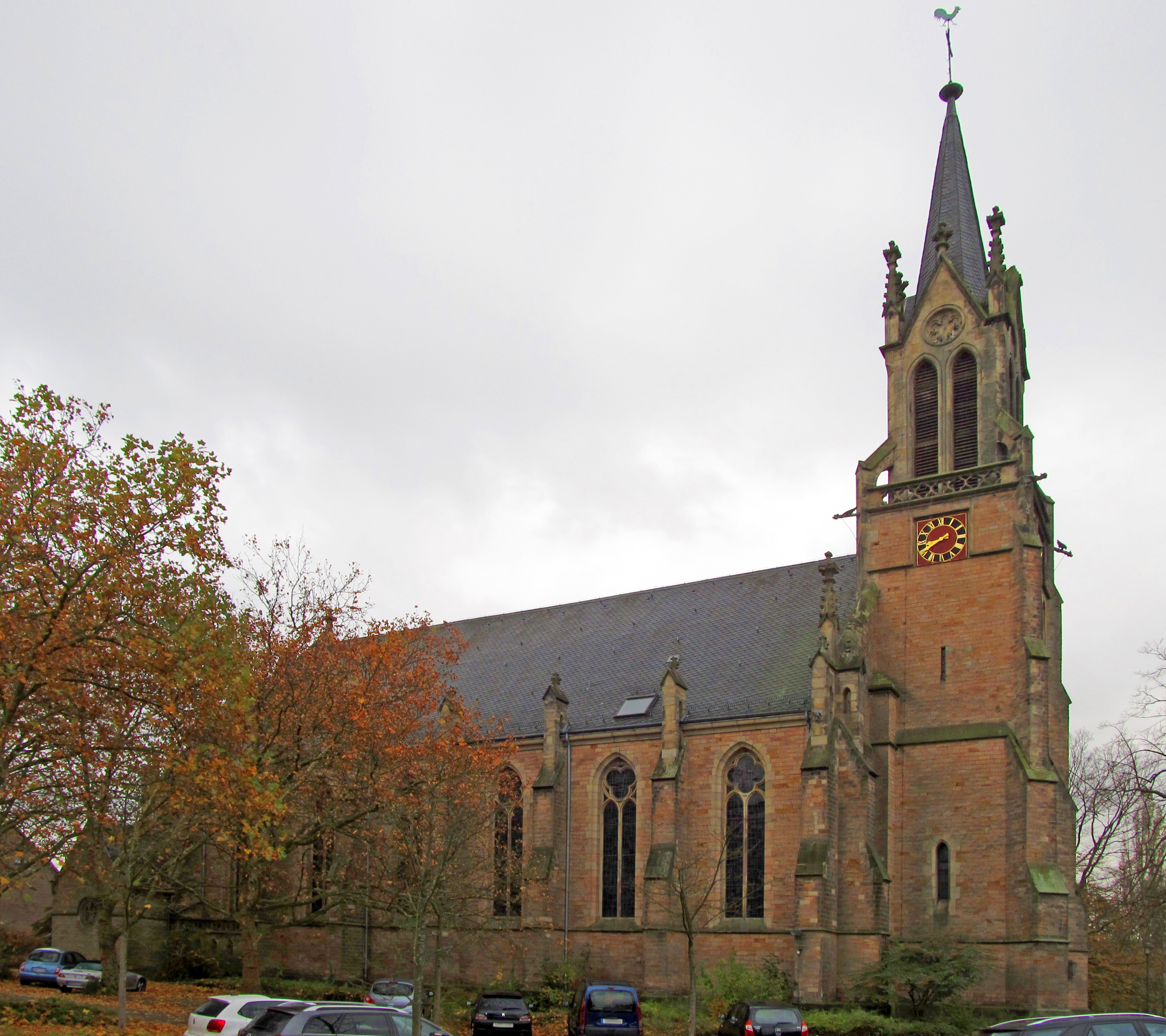
Pfarrkirche St. Marien in Dudweiler

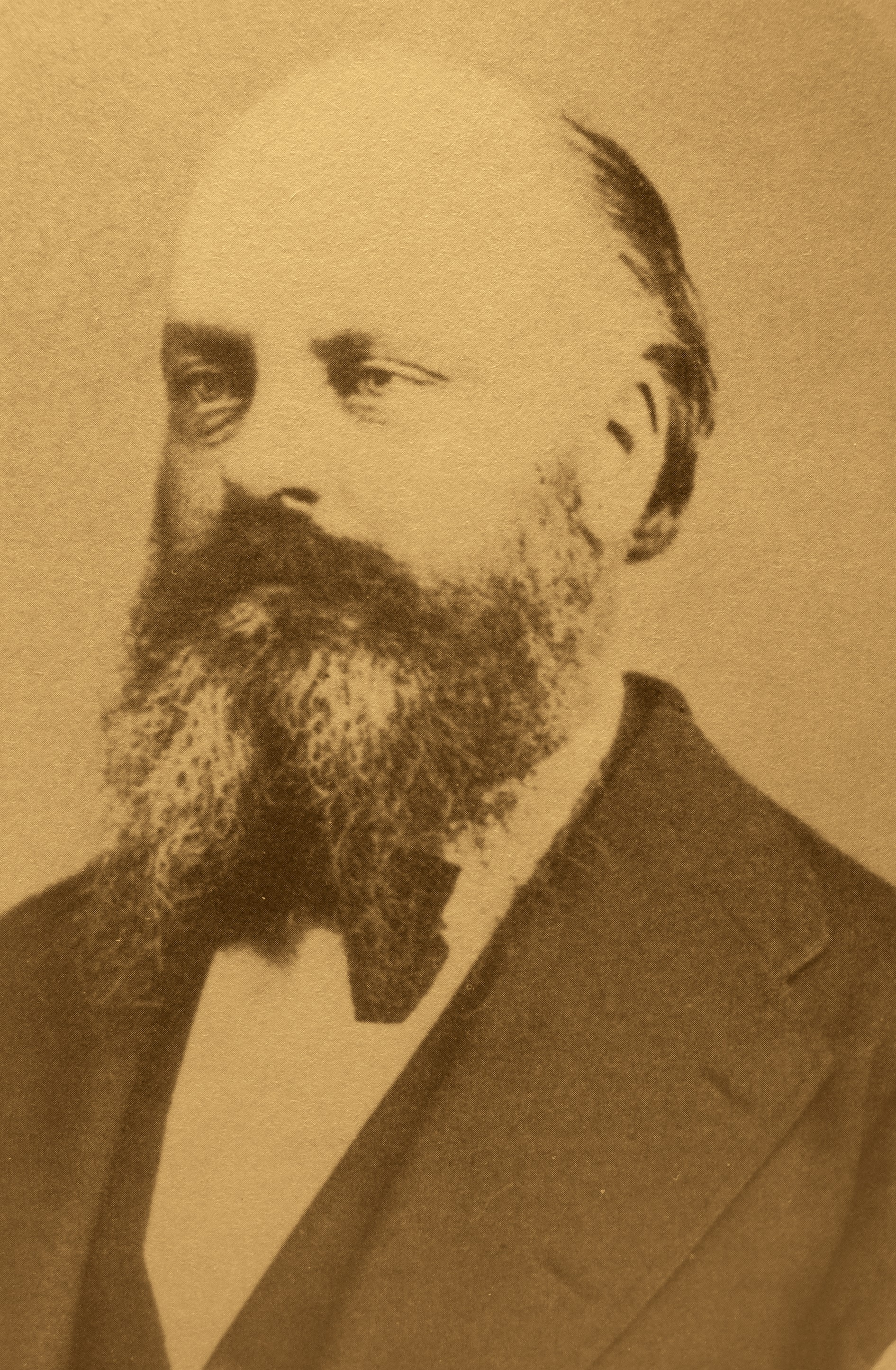
Architekt Carl Friedrich Müller (1870)

Die Kirche St. Marien oder St. Mariä Himmelfahrt ist eine katholische Pfarrkirche in Dudweiler, einem Stadtteil der saarländischen Landeshauptstadt Saarbrücken. Die Kirche trägt das Patrozinium Mariä Aufnahme in den Himmel und steht unter Denkmalschutz; sie ist in der Denkmalliste des Saarlandes als Einzeldenkmal ausgewiesen.

## Geschichte
Die Kirche wurde von 1864 bis 1866 nach Plänen des Architekten Carl Friedrich Müller erbaut und erlitt im Zweiten Weltkrieg schwere Schäden. In den 1970er und 1980er Jahren wurde die Kirche verschiedenen Restaurierungen unterzogen. Im Jahr 2000 kam es zu schweren Brandschäden im Inneren, die durch spielende Kinder ausgelöst worden waren. In der Folge fand 2001 eine Innenrestaurierung statt, die von Architekt Franz-Josef Warken (Riegelsberg) geleitet wurde.

## Architektur und Ausstattung
Die Kirche wurde als dreischiffige Hallenkirche im Stil der Neugotik errichtet.
Im Chor der Kirche befindet sich ein 1931 entstandenes, 5,10 m breites Relief des Abendmahls mit lebensgroßen Figuren. Geschaffen wurde es von dem Holzbildhauer Ernst Hoffmann (Sulzbach/Saar) und der Kunstwerkstatt Johannes Mettler (Morbach); es war ursprünglich Teil des Hochaltars, von dem heute auf Grund der Liturgiereform des Zweiten Vatikanischen Konzils nur noch der untere Teil mit der Abendmahl-Gruppe erhalten ist. Entworfen wurde der Hochaltar 1931 von den Architekten Ludwig Becker und Anton Falkowski (Mainz). Die Kunstwerkstatt Johannes Mettler schuf 1932 auch zwei Beichtstühle und 81 Kirchenbänke aus Eichenholz. Von den Kirchenbänken wurden einige durch Kriegseinwirkung zerstört, doch haben sich an den Bankwangen etwa 114 geschnitzte Reliefbildnisse von Heiligen erhalten. Die 20 farbigen Kirchenfenster aus dem Jahr 1957 sind ein Werk von Jacques Le Chevallier (Fontenay-aux-Roses).
Weitere Ausstattungsgegenstände sind ein bronzenes Hängekreuz mit „Lebensbaum“-Motiv von 1979 und das von der Werkstatt Die Kunstglaser GbR (Rottweil) ausgeführte Fenster „Maria bekämpft den Drachen“ von 2005 des Malers und Bildhauers Ernst Alt (Saarbrücken), sowie eine 65 cm hohe Pietà aus dem 14. Jahrhundert, die hinter Panzerglas ins Gemäuer eingelassen wurde und sich ursprünglich in einer anderen Kirche in Dudweiler befand, von der nur noch der sogenannte „Alte Turm“ steht.
Bemerkenswert ist auch das 1865 gekaufte großformatige Gemälde „St. Barbara erscheint einem verunglückten Bergmann“ des Malers und Dichters August von Heyden (Berlin), der für dieses Bild im Jahr 1863 mit der Goldenen Medaille der Pariser Kunstakademie ausgezeichnet wurde.
Über dem Eingangsportal befindet sich eine bunt bemalte Marienstatue, die von zwei kreuzblumenbekrönten Dreiecksgiebeln eingerahmt ist und 2004 restauriert wurde.

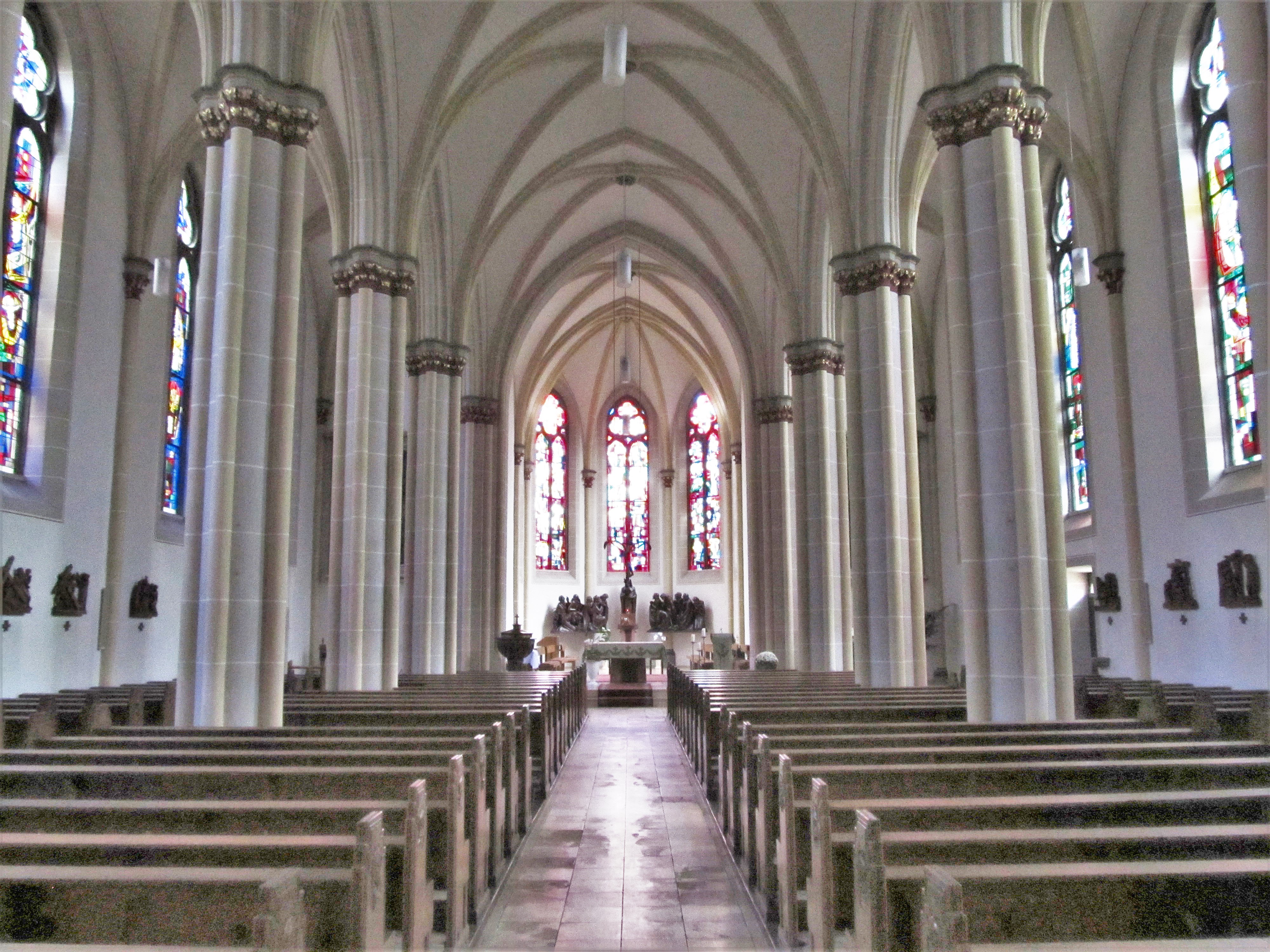
Blick ins Innere der Kirche
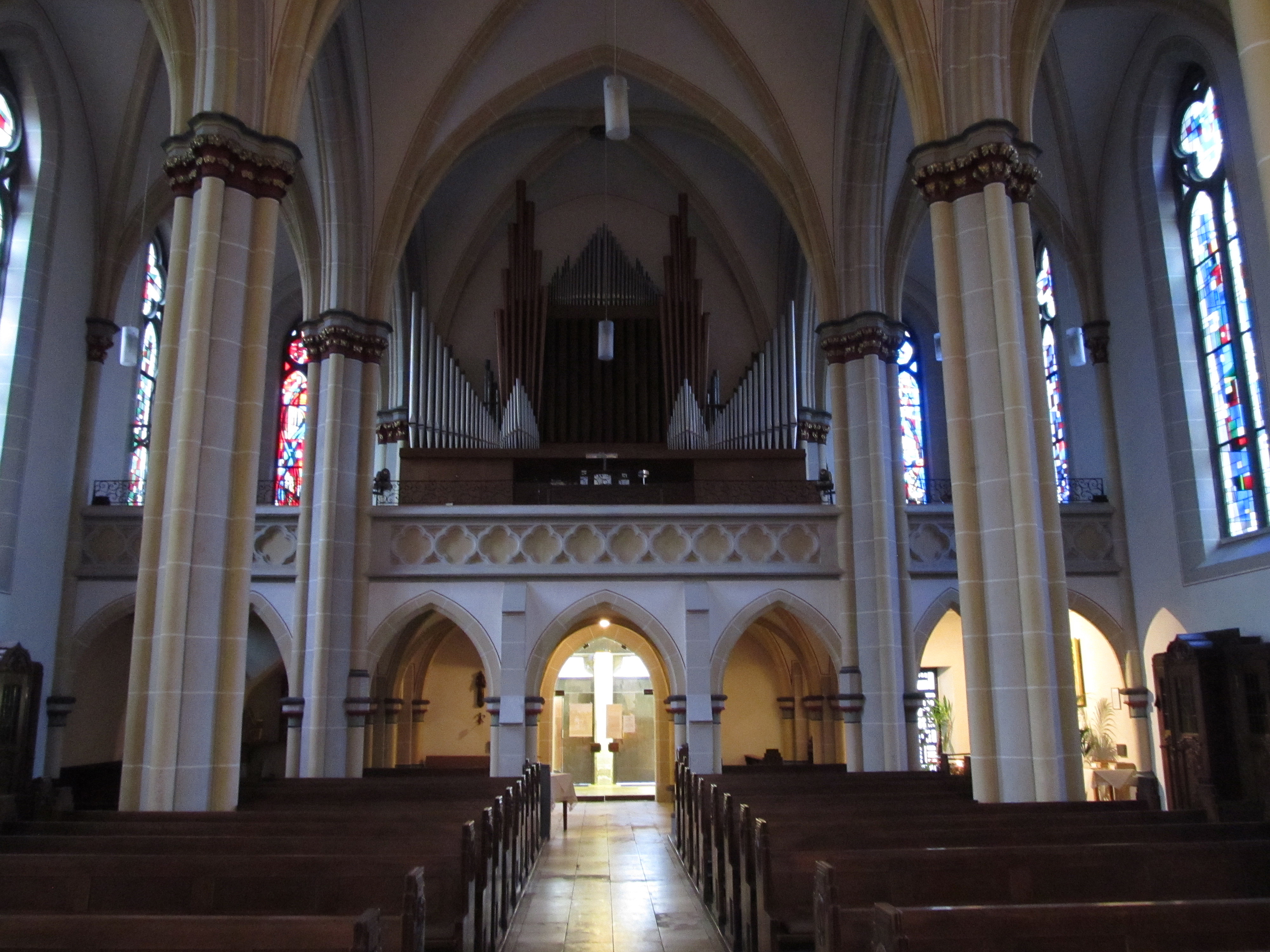
Orgelempore
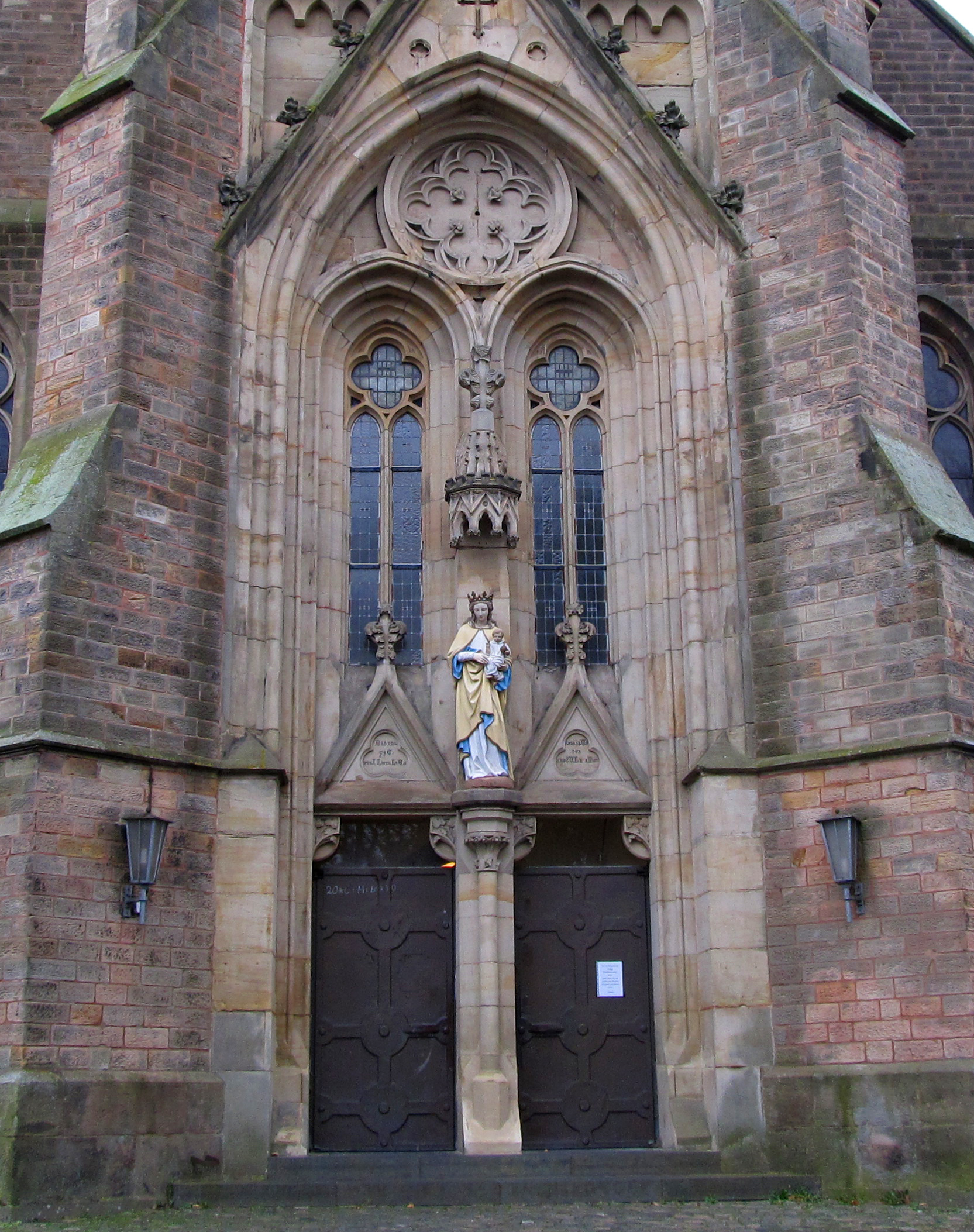
Hauptportal mit Marienfigur

## Orgel

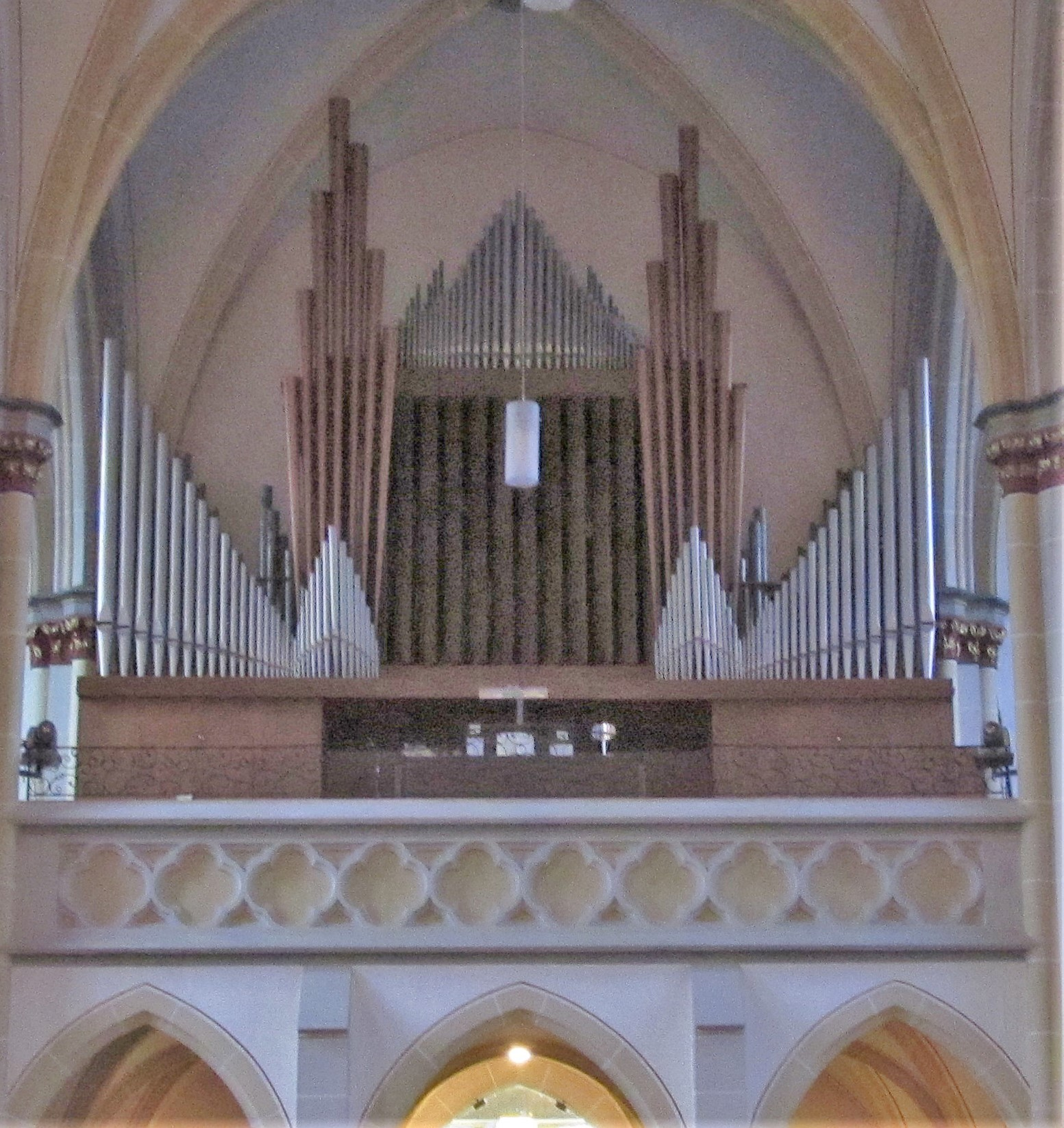
Mayer-Orgel

Die Orgel der Kirche wurde 1954 von der Werkstatt Hugo Mayer Orgelbau (Saarbrücken-Brebach) im Auftrag der Werkstatt E. F. Walcker (Ludwigsburg) als deren opus 3019 erbaut. Die Orgelweihe fand am 31. Januar 1954 statt. Die Orgel erhielt den ehemaligen Spieltisch der Klais-Orgel aus der Christkönig-Kirche (St. Arnual), der dort 1953 durch den heutigen Viermanualigen ersetzt worden war. 1980 wurde die Orgel einer Renovierung und Reinigung durch die Werkstatt Hugo Mayer Orgelbau (Heusweiler) unterzogen. Das auf einer Empore aufgestellte Instrument mit freistehendem Spieltisch besitzt 36 Register, verteilt auf drei Manuale und Pedal, sowie elektropneumatische Kegelladen. Das Gehäuse ist ein Freipfeifenprospekt.
| I Hauptwerk C–g3 |            |       |
| 1.               | Bourdon    | 16′   |
| 2.               | Prinzipal  | 8′    |
| 3.               | Rohrflöte  | 8′    |
| 4.               | Oktave     | 4′    |
| 5.               | Spitzflöte | 4′    |
| 6.               | Quinte     | 2 ⁄3′ |
| 7.               | Sifflöte   | 2′    |
| 8.               | Mixtur V   |       |
| 9.               | Trompete   | 8′    |

| II Positiv C–g3 |                  |     |
| 10.             | Lieblich Gedackt | 8′  |
| 11.             | Quintatön        | 8′  |
| 12.             | Prinzipal        | 4′  |
| 13.             | Blockflöte       | 4′  |
| 14.             | Prinzipal        | 2′  |
| 15.             | Tertian II       |     |
| 16.             | Scharff III–IV   |     |
| 17.             | Dulzean          | 16′ |
| 18.             | Krummhorn        | 8′  |

| III Schwellwerk C–g3 |            |    |
| 19.                  | Prinzipal  | 8′ |
| 20.                  | Holzflöte  | 8′ |
| 21.                  | Salicional | 8′ |
| 22.                  | Prinzipal  | 4′ |
| 23.                  | Gemshorn   | 4′ |
| 24.                  | Waldflöte  | 2′ |
| 25.                  | Nachthorn  | 1′ |
| 26.                  | Cimbel IV  |    |
| 27.                  | Schalmay   | 8′ |
| 28.                  | Trompete   | 4′ |
|                      | Tremolo    |    |

| Pedal C–f1 |                                  |     |
| 29.        | Principal                        | 16′ |
| 30.        | Subbass                          | 16′ |
|            | Zartbass (Transmission von Nr.1) | 16′ |
| 31.        | Oktavbass                        | 8′  |
| 32.        | Gedecktbass                      | 8′  |
| 33.        | Choralbaß                        | 4′  |
| 34.        | Bauernflöte                      | 2′  |
| 35.        | Mixtur IV                        |     |
| 36.        | Posaune                          | 16′ |

- Koppeln:
  - Normalkoppeln: II/I, III/I, III/II, I/P, II/P, III/P
  - Suboktavkoppeln: II/I, III/I, II/II
  - Superoktavkoppeln: III/I, II/II, III/P
- Spielhilfen: Handregister, zwei freie Kombinationen, zwei freie Pedalkombinationen, Tutti, Walze, Walze ab,  Zungen ab, Leerlaufkoppeln für alle Manuale